# Albert Taillandier

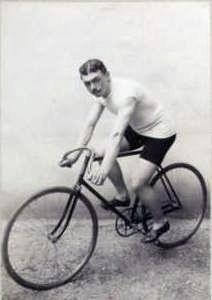
Albert Taillandier 1900

Albert Philippe Taillandier (* 8. Februar 1879 in Paris; † 27. Juli 1945 in Auzances) war ein französischer Radrennfahrer.
Taillandier nahm 1900 in Paris an Radsportwettbewerben teil, die im Rahmen der Weltausstellung veranstaltet wurden. Taillandier gewann den Wettbewerb im Bahnsprint. Er nahm damit unwissentlich auch an den Olympischen Spielen teil.
Taillandier gewann 1900 auch den Sprint-Grand-Prix von Paris.